# Svartsjön (Särna socken, Dalarna)
Svartsjön är en sjö i Älvdalens kommun i Dalarna och ingår i Dalälvens huvudavrinningsområde. Sjön har en area på 1,33 kvadratkilometer och ligger 602 meter över havet. Sjön avvattnas av vattendraget Lemman (Svartsjöån).

## Delavrinningsområde
Svartsjön ingår i det delavrinningsområde (684466-134356) som SMHI kallar för Utloppet av Svartsjön. Medelhöjden är 611 meter över havet och ytan är 4,66 kvadratkilometer. Räknas de 6 avrinningsområdena uppströms in blir den ackumulerade arean 56,94 kvadratkilometer. Lemman (Svartsjöån) som avvattnar avrinningsområdet har biflödesordning 2, vilket innebär att vattnet flödar genom totalt 2 vattendrag innan det når havet efter 463 kilometer. Avrinningsområdet består mestadels av skog (53 procent) och sankmarker (15 procent). Avrinningsområdet har 1,33 kvadratkilometer vattenytor vilket ger det en sjöprocent på 28,6 procent.